# Edinson Mero
Edinson Mero (n. El Triunfo, Ecuador; 3 de agosto de 1998) es un futbolista ecuatoriano. Juega de centrocampista y su equipo actual es Guayaquil City de la Serie B de Ecuador.

## Trayectoria
Empezó su carrera futbolística en el año 2014, se formó e hizo el proceso de formativas en ciudad natal, la sub-14, la sub-16 y sub-18. En 2015 tuvo un paso por el Atlético Saquisilí de la Segunda Categoría de Cotopaxi con el equipo sub-20.
En mayo de 2016 regresa a su pueblo natal para jugar por el Club Grupo Alcívar, que por esas temporadas disputaba el torneo provincial de Segunda Categoría de Cañar, ahí debutó en torneos de fútbol profesional organizados por la Federación Ecuatoriana de Fútbol. El 2017 continuó con el equipo con sede en La Troncal.
Para 2018 da el salto al equipo más importante de la Segunda Categoría de Cañar, el Club San Francisco de la ciudad de Azogues, fue parte de aquel equipo que logró el título de campeón del torneo provincial, el primero en su carrera profesional. También actuó en dos ocasiones por la Copa Ecuador.
Su buena actuación con San Francisco lo llevaron a ser fichado en 2019 por el Santa Rita de Vinces, con aquel equipo debutó en la Serie B y fue pieza clave en aquella campaña en la que el equipo santo peleó los primeros lugares del torneo e incluso fue figura en la Copa Ecuador ante Fuerza Amarilla y Barcelona Sporting Club, en total marcó 6 goles en 40 partidos disputados.
En la temporada 2020 cambia de equipo en la categoría, llega al Atlético Porteño a principios de año. También formó parte de algunas convocatorias de la selección preolímpica sub-23.
En 2022 da el salto a Primera Categoría, fue fichado por el Delfín Sporting Club de Manta.
En 2023 juega para el Sport Boys de Perú.

## Estadísticas

### Clubes
Actualizado al último partido disputado el 29 de octubre de 2024.
| Club                         | Div.          | Temporada     | Liga  | Liga  | Copas nacionales | Copas nacionales | Copas internacionales | Copas internacionales | Total | Total |
| Club                         | Div.          | Temporada     | Part. | Goles | Part.            | Goles            | Part.                 | Goles                 | Part. | Goles |
| ---------------------------- | ------------- | ------------- | ----- | ----- | ---------------- | ---------------- | --------------------- | --------------------- | ----- | ----- |
| Atlético Saquisilí · Ecuador | 3.ª           | 2015          | 16    | 12    | Inexistentes     | Inexistentes     | Inexistentes          | Inexistentes          | 16    | 12    |
| Atlético Saquisilí · Ecuador | Total club    | Total club    | 16    | 12    | 0                | 0                | 0                     | 0                     | 16    | 12    |
| Grupo Alcívar · Ecuador      | 3.ª           | 2016          | 8     | 0     | Inexistentes     | Inexistentes     | Inexistentes          | Inexistentes          | 8     | 0     |
| Grupo Alcívar · Ecuador      | 3.ª           | 2017          | 10    | 12    | Inexistentes     | Inexistentes     | Inexistentes          | Inexistentes          | 10    | 12    |
| Grupo Alcívar · Ecuador      | Total club    | Total club    | 18    | 12    | 0                | 0                | 0                     | 0                     | 18    | 12    |
| San Francisco · Ecuador      | 3.ª           | 2018          | 27    | 20    | 2                | 0                | Inexistentes          | Inexistentes          | 29    | 20    |
| San Francisco · Ecuador      | Total club    | Total club    | 27    | 20    | 2                | 0                | 0                     | 0                     | 29    | 20    |
| Santa Rita · Ecuador         | 2.ª           | 2019          | 36    | 5     | 4                | 2                | Inexistentes          | Inexistentes          | 40    | 7     |
| Santa Rita · Ecuador         | Total club    | Total club    | 36    | 5     | 4                | 2                | 0                     | 0                     | 40    | 7     |
| Atlético Porteño · Ecuador   | 2.ª           | 2020          | 9     | 0     | —                | —                | Inexistentes          | Inexistentes          | 9     | 0     |
| Atlético Porteño · Ecuador   | 2.ª           | 2021          | 33    | 17    | —                | —                | Inexistentes          | Inexistentes          | 33    | 17    |
| Atlético Porteño · Ecuador   | Total club    | Total club    | 42    | 17    | 0                | 0                | 0                     | 0                     | 42    | 17    |
| Delfín S. C. · Ecuador       | 1.ª           | 2022          | 25    | 2     | 3                | 0                | 2                     | 0                     | 30    | 2     |
| Delfín S. C. · Ecuador       | Total club    | Total club    | 25    | 2     | 3                | 0                | 2                     | 0                     | 30    | 2     |
| Sport Boys · Perú            | 1.ª           | 2023          | 30    | 2     | —                | —                | —                     | —                     | 30    | 2     |
| Sport Boys · Perú            | Total club    | Total club    | 30    | 2     | 0                | 0                | 0                     | 0                     | 30    | 2     |
| Guayaquil City · Ecuador     | 2.ª           | 2024          | 36    | 17    | 4                | 6                | —                     | —                     | 40    | 23    |
| Guayaquil City · Ecuador     | Total club    | Total club    | 36    | 17    | 4                | 6                | 0                     | 0                     | 40    | 23    |
| Total carrera                | Total carrera | Total carrera | 230   | 87    | 13               | 8                | 2                     | 0                     | 245   | 95    |
| 1. 2.                        |               |               |       |       |                  |                  |                       |                       |       |       |

## Palmarés

### Campeonatos provinciales
| Título                     | Club          | País    | Año  |
| -------------------------- | ------------- | ------- | ---- |
| Segunda Categoría de Cañar | San Francisco | Ecuador | 2018 |